# ديريك جونز جونيور
ديريك جونز جونيور (بالإنجليزية: Derrick Jones Jr.)‏ مواليد 6 أكتوبر 1993 في تشيستر، هو لاعب كرة سلة أمريكي. بدأ مسيرته الاحترافية في سنة 2016. يلعب مع دالاس مافريكس في الرابطة الوطنية لكرة السلة. يحمل الرقم 10. يبلغ طوله 6 قدم 7 بوصة (2.0 م).

## إحصائيات المسيرة

### الموسم الاعتيادي
| السنة   | الفريق     | لعب | بدأ | دقيقة | ميداني% | ثلاثية | حرة  | ارتداد | صنع | استلاب | تصدي | نقطة |
| ------- | ---------- | --- | --- | ----- | ------- | ------ | ---- | ------ | --- | ------ | ---- | ---- |
| 2016–17 | فينيكس صنز | 32  | 8   | 17.0  | .562    | .273   | .707 | 2.5    | .4  | .4     | .4   | 5.3  |
| المسيرة | المسيرة    | 32  | 8   | 17.0  | .562    | .273   | .707 | 2.5    | .4  | .4     | .4   | 5.3  |

## روابط خارجية
- ديريك جونز جونيور على موقع إن بي أي (الإنجليزية)
- ديريك جونز جونيور على موقع سبورتس رفرنس (الإنجليزية)
- ديريك جونز جونيور على موقع كرة السلة الأوروبية.كوم (الإنجليزية)
- ديريك جونز جونيور على موقع DraftExpress.com (الإنجليزية)
- ديريك جونز جونيور على موقع إي إس بي إن.كوم (الإنجليزية)
- ديريك جونز جونيور على موقع كلية كرة السلة في سبورتس رفرنس.كوم (الإنجليزية)
- ديريك جونز جونيور على موقع ريلجم (الإنجليزية)
- ديريك جونز جونيور على موقع بروبوليرز (الإنجليزية)
- ديريك جونز جونيور على موقع سبورتس رفرنس (الإنجليزية)